# Лола, Валерий Валерьевич
Вале́рий Вале́рьевич Ло́ла (1 мая 1983, Москва, СССР) — детский хирург, травматолог-ортопед, мануальный терапевт с курсом прикладной кинезиологии, кандидат медицинских наук, лауреат премии Союза педиатров России 2011 г.
Разработал и внедрил в практику диагностический комплекс и эффективный способ хирургического лечения плосковальгусной деформации стоп (ПВДС) у детей с врожденным вертикальным тараном.

## Биография
Валерий Лола родился 1 мая 1983 года.
В 2006 году окончил Кубанский Государственный Медицинский Университет и переехал в Москву для прохождения ординатуры по специальности «Детская хирургия» на базе ДГКБ № 13 им. Н. Ф. Филатова (кафедра детской хирургии) в Российском Государственном Медицинском Университете.
В 2008—2011 годах проходил аспирантуру в Научном Центре Здоровья Детей РАМН, где в 2011 году защитил кандидатскую диссертацию и получил научную степень.
В 2011—2012 годах проходил интернатуру по специальности «Травматология и ортопедия» в Российском Университете Дружбы Народов им. Патриса Лумумбы.
Прошёл профессиональную подготовку по специальности врач-остеопат в Институте остеопатии СПбГУ иСЗГМУ им И. И. Мечникова в Санкт-Петербурге.
Входит в список врачей-понсетистов России и в реестр сертифицированных специалистов по системе Формтотикс.

## Научные достижения
Получил степень кандидата медицинских наук за разработку и внедрение в практику диагностического комплекса и способа хирургического лечения плосковальгусной деформации стоп (ПВДС) у детей с врожденным вертикальным тараном.
Данный усовершенствованный способ открытого вправления таранной кости у детей оказывается эффективным по сравнению с методикой медиального релиза стопы. Улучшает результаты хирургической коррекции ПВДС у детей разных возрастов, а именно позволяет:
- увеличить угол вальгизации пяточной кости;
- уменьшить величину таранно-пяточного угла;
- значительно снизить риск рецидива заболевания.[5][8]

Разработанный диагностический комплекс применяется в работе ортопедического кабинета консультационно-диагностического центра НЦЗД РАМН. Модифицированной способ хирургического и последующего восстановительного лечения плосковальгусной деформации стоп введен в практику травматолого-ортопедического отделения и отделения реабилитации и восстановительного лечения НИИ педиатрии им. Г. Н. Сперанского НЦЗД РАМН.
Получен патент РФ на изобретение N2405491, выданный Федеральной службой по интеллектуальной собственности, патентам и товарным знакам 10.12.2010 г.
В 2011 году в Москве на XV Конгрессе педиатров России с международным участием «Актуальные проблемы педиатрии» доклад В. В. Лолы по основным положениям данной научной работы был отмечен специальным призом Союза педиатров России за подход к хирургическому лечению врожденной плоско-вальгусной деформации стоп у детей.

## Телевидение
Принял участие в следующих телепроектах:
- «О самом главном с доктором Агапкиным: Заготовки на зиму и что поможет забыть о боли в ногах» / Телеканал Россия-1[16]
- «Простые решения: Дьявол носит шпильки» / Телеканал Москва 24[17]
- Цикл передач «Беседа с врачом» / Студия Trufit TV[18][19]